# Johann Hugo Wyttenbach
Johann Hugo Wyttenbach (Bausendorf, 1767. április 6. – Trier, 1848. június 22.) német történész, gimnáziumigazgató, könyvtáros, Karl Marx középiskolai történelemtanára.

## Élete
1799-től – az 1561-ben alapított, – trieri Fridrich Wilhelm Gymnasium könyvtárosa és tanára. 1804-től 1848-ig Trier első városi könyvtárosa. 1815-ben nevezték ki a gimnázium igazgatójának, de liberális politikai nézetei, franciabarátsága miatt megbízhatatlan volt a porosz állami szervek számára, s Vitus Loers személyében társigazgatót neveztek ki mellé, aki egyfajta politikai felügyelőként a hatóságok informátorának szerepét töltötte be. 1815-ben a trieri polgárőrség századosa. 1830-tól öt éven át Karl Marx történelemtanára.
Wyttenbach Rousseau és a felvilágosodás szellemiségének elkötelezett híve volt. Kapcsolatot tartott kora vezető német íróival, többek közt Goethével, Jakob Grimmel, Hofmann von Fallerslebennel, Clemens Brentanoval. Goethe úgy vélte, hogy igen otthonosan mozgott Immanuel Kant filozófiájában.

## Művei
- 1798 Plan einer inneren Einrichtung für Primärschulen. Trier, Hetzrodt und Schröll
- 1799 Denkmal den Wohlthätern des Menschengeschlechts. Trier, Fischer
- 1806 Der Geist der Religion. Frankfurt a. M., Mohr, digitalizált
- 1810 Versuch einer Geschichte von Trier. Trier, Schröll
- 1833 Neue Beiträge zur antiken heidnischen und christlichen Epigraphik. Trier, Blattau, digitalizált
- 1836 Die Liebfrauen-Kirche zu Trier. Trier, Lintz
- 1836–1839 Gesta Trevirorum. Trier, Lintz, digitalizált
- 1840 Recherches sur les antiquités romaines dans la vallée de la Moselle de Trèves. Trier, Lintz, digitalizált
- 1847 Schulreden vom Jahre 1799 bis 1846. Trier, Lintz

## Fordítás
- Ez a szócikk részben vagy egészben a Johann Hugo Wyttenbach című német Wikipédia-szócikk ezen változatának fordításán alapul.  Az eredeti cikk szerkesztőit annak laptörténete sorolja fel. Ez a jelzés csupán a megfogalmazás eredetét és a szerzői jogokat jelzi, nem szolgál a cikkben szereplő információk forrásmegjelöléseként.